# Glenn Sparkman
Pour les articles homonymes, voir Sparkman.
Glenn Michael Sparkman (né le 11 mai 1992 à Ganado, Texas, États-Unis) est un lanceur droitier des Blue Jays de Toronto de la Ligue majeure de baseball.

## Carrière
Glenn Sparkman est choisi par les Royals de Kansas City au 20e tour de sélection du repêchage de 2013. Après 4 saisons de ligues mineures avec des clubs affiliés aux Royals, il est réclamé par les Blue Jays de Toronto au repêchage de la règle 5 le 8 décembre 2016.
Il fait ses débuts dans le baseball majeur avec les Blue Jays de Toronto le 30 juin 2017.